# Brigitte Desalm
Brigitte Desalm (* 1942 in Remscheid; † 12. Dezember 2002 in Köln) war eine deutsche Journalistin und Filmkritikerin.

## Leben und Werk
Brigitte Desalm wuchs an ihrem Geburtsort Remscheid auf. Nach dem Abitur studierte sie Germanistik und Pädagogik und absolvierte eine Ausbildung zur Schauspielerin. Nach ihrem ersten Engagement am Schauspielhaus Bochum wechselte sie 1963 zum Journalismus. Desalm leistete ihr Volontariat bei der Deutschen Zeitung im DuMont-Verlag. Als freie Literaturkritikerin arbeitet sie danach für den Süddeutschen Rundfunk, die Deutsche Welle und das Magazin Der Monat.
Im Dezember 1972 begann sie für das Kultur-Ressort des Kölner Stadt-Anzeigers zu arbeiten. 1980 übernahm sie dort die Leitung des Film-Ressorts. Daneben veröffentlicht Desalm Film-Essays im WDR Fernsehen, schrieb regelmäßig für die Zeitschrift steadycam, und verfasste Beiträge für Bücher zum Thema Film. Für den Kölner Stadt-Anzeiger arbeitete Desalm 30 Jahre, bis zu ihrem Krebs-Tod.
Schwerpunkt ihrer Arbeit war das amerikanische Kino der 1970er- und 1980er-Jahre. Tom Tykwer bezeichnete sie als „Pauline Kael der deutschen Filmkritik“, ein Urteil, dem auch der Nachruf in der Welt folgte. Für ihren Beitrag „Fluchtpunkt für die Volksseele“ über die „Büdchen“ Kölns erhielt Desalm 1999 den Theodor-Wolff-Preis in der Kategorie Lokales.